# کوشوانکا
کوشوانکا (به لاتین: Koshevanka) یک منطقهٔ مسکونی در روسیه است که در استان آستراخان واقع شده‌است.